# Хутор Чкалова (Тихорецкий район)
Хутор Чка́лова, Чка́лова — хутор в Тихорецком районе Краснодарского края России. Входит в состав Хопёрского сельского поселения.

## География
Стоит на реке Челбас.
Улицы
- ул. Заречная,
- ул. Северная,
- ул. Энгельса,
- ул. Южная[3].

## Население
| 2002 | 2010 |
| ---- | ---- |
| 101  | ↘44  |

## Инфраструктура
Личное подсобное хозяйство с зоной сельскохозяйственного использования, индивидуальная застройка усадебного типа.
Основа экономики — сельское хозяйство.

## Транспорт
Автобусное сообщение с Тихорецком. Остановка общественного транспорта «Хутор Чкалова» при въезде в хутор.